# Ernst Kolb
Ernst Kolb – szwajcarski zapaśnik walczący w stylu wolnym. Olimpijczyk z Londynu 1948, gdzie zajął ósme miejsce w kategorii do 79 kg.

## Letnie Igrzyska Olimpijskie 1948
| Konkurencja          | Rundy eliminacyjne          | Rundy eliminacyjne | Rundy eliminacyjne   | Klas. końcowa |
| Konkurencja          | Przeciwnik I                | Przeciwnik II      | Przeciwnik III       | Miejsce       |
| -------------------- | --------------------------- | ------------------ | -------------------- | ------------- |
| 79 kg styl klasyczny | Jean-Baptiste Benoy (BEL) P | wolny los Z        | Kaare Larsen (NOR) P | 8.            |